# Culture du Grand Est
La culture du Grand Est reprend de nombreuses traditions communes au nord-est de la France. Ainsi, malgré la division de la région en trois grands ensembles culturels (l'Alsace, la Champagne et la Lorraine), deux évènements sont communs à une partie importante de la population : la fête de la Saint-Nicolas et les marchés de Noël. À cela s'ajoute également la culture urbaine marquant la vie des cinq grandes agglomérations de la région (Metz, Mulhouse, Nancy, Reims et Strasbourg) mais également des traditions et événements plus localisés. Enfin la région compte un nombre important musées d'envergure internationale et de sites culturels classés sur la liste patrimoine mondial par l'Unesco.

## Des traditions communes
- la fête de la Saint-Nicolas
- les marchés de Noël.

## Musées d'envergure internationale
- Le Musée Européen de la Bière

### Musées techniques et industriels
- La cité de l'automobile.
- La cité du train.
- Le musée EDF Electropolis.

### Musées d'art
- Le centre Pompidou-Metz.
- Le Musée Unterlinden.
- Le Musée d’art moderne et contemporain de Strasbourg.
- Le Musée des beaux-arts de Nancy.

### Écomusée d'Alsace
- L'écomusée d'Alsace.

## Sites culturels du patrimoine mondial
L'organisation des Nations unies pour l'éducation, la science et la culture (UNESCO) a inscrit au patrimoine mondial plusieurs sites régionaux :
- la Grande Île de Strasbourg ;
- deux fortifications du réseau des sites majeurs de Vauban : la citadelle de Longwy et Neuf-Brisach ;
- la cathédrale Notre-Dame, la basilique Saint-Remi et le palais archiépiscopal du Tau, à Reims ;
- au titre des chemins de Compostelle en France, deux autres édifices religieux : la basilique Notre-Dame de l'Épine et l'église Notre-Dame-en-Vaux de Châlons-en-Champagne ;
- l'ensemble constitué par la place Stanislas, la place de la Carrière et la place d'Alliance, à Nancy.